# Marugame
Marugame (丸亀市 -shi) é uma cidade japonesa localizada na província de Kagawa.
Em 2005 a cidade tinha uma população estimada em 110 118 habitantes e uma densidade populacional de 985,04 h/km². Tem uma área total de 111,79 km².
Recebeu o estatuto de cidade a 22 de Março de 2005.

## Cidade-irmã
- São Sebastião, Espanha